# Curt Amend
Curt Carl Ludwig Amend (* 26. Juni 1884 in Fraustadt; † nach 1937) war ein deutscher Redakteur und Journalist.

## Leben
Er war der Sohn von Carl Amend und dessen Ehefrau Ida geborene von Koettlitz. Nach dem Besuch des Städtischen Gymnasiums in Danzig und einer dreijährigen kaufmännischen Lehre studierte Curt Amend an der Universität Leipzig Geschichte, Kulturgeschichte und Sozialpolitik.
Im Anschluss wurde er verantwortlicher Redakteur der Schwarzburg-Rudolstädter Landeszeitung. Danach wechselte er als Redakteur zur Halbmonatsschrift Deutsche Stimmen in Berlin. In Aachen bewarb er sich erfolgreich um den Posten des Chefredakteurs der Aachener Allgemeinen Zeitung, später wechselte er in dieser Funktion zur Wiesbadener Zeitung (Rheinischer Kurier) und zuletzt als Chefredakteur zur Karlsruher Zeitung, der gleichzeitig der Badische Staatsanzeiger war.
Carl Amend gab ab 1920 den Pressedienst Reichskorrespondenz Nord-Süd heraus, der seine Zeitungsabonnenten ohne parteipolitische Ausrichtung gegen separatistische Strömungen und für den Reichsgedanken in der jungen Weimarer Republik warb und über die Landespolitik der Länder informierte, wofür er Mitarbeiter in Berlin, München, Stuttgart, Karlsruhe, Darmstadt und Dresden anwarb. Die Reichsregierung förderte den Dienst finanziell, unter anderem durch Abonnements bei den Ministerien.

## Familie
Curt Amend heiratete 1906 Agnes Barnstorf, die Tochter eines Oberlehrers. Nach deren frühzeitigem Tod ging Curt Amend mit Gertrud Garthe eine zweite Ehe ein. Sie war die Tochter eines Hotelbesitzers aus Paris. Aus beiden Ehen gingen die Kinder Edith (* 1907) und Winrich (* 1931) hervor.

## Werke (Auswahl)
- Zur Ausstellung Schlichter/Zabotin in der Galerie Moos. In: Karlsruher Zeitung vom 7. Dezember 1919.
- Das alte System. Ein politisches Volksbuch, 1920.